# المفاعل النووي التجريبي الأول

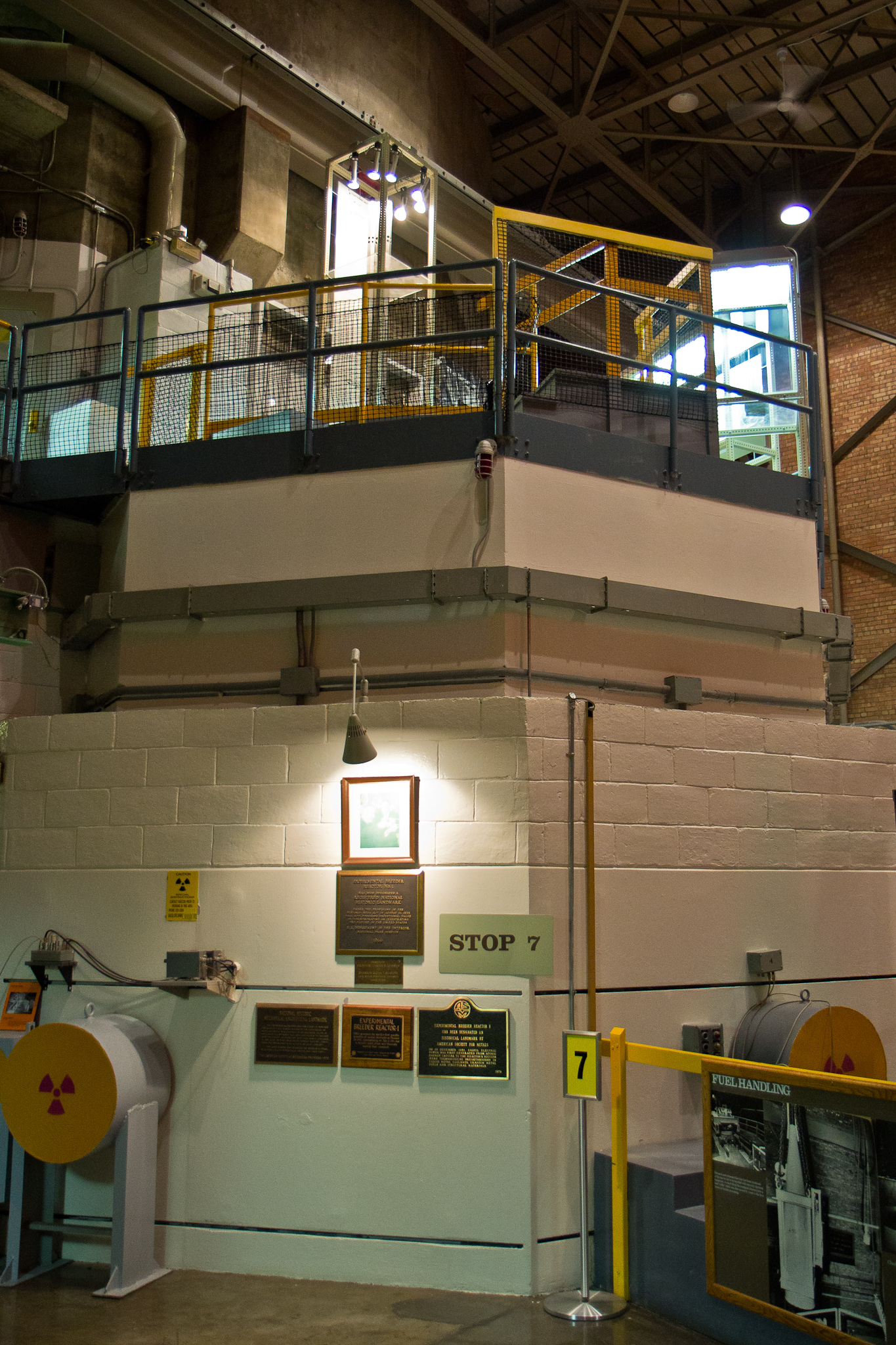
المفاعل التجريبي (EBR-1) من الداخل

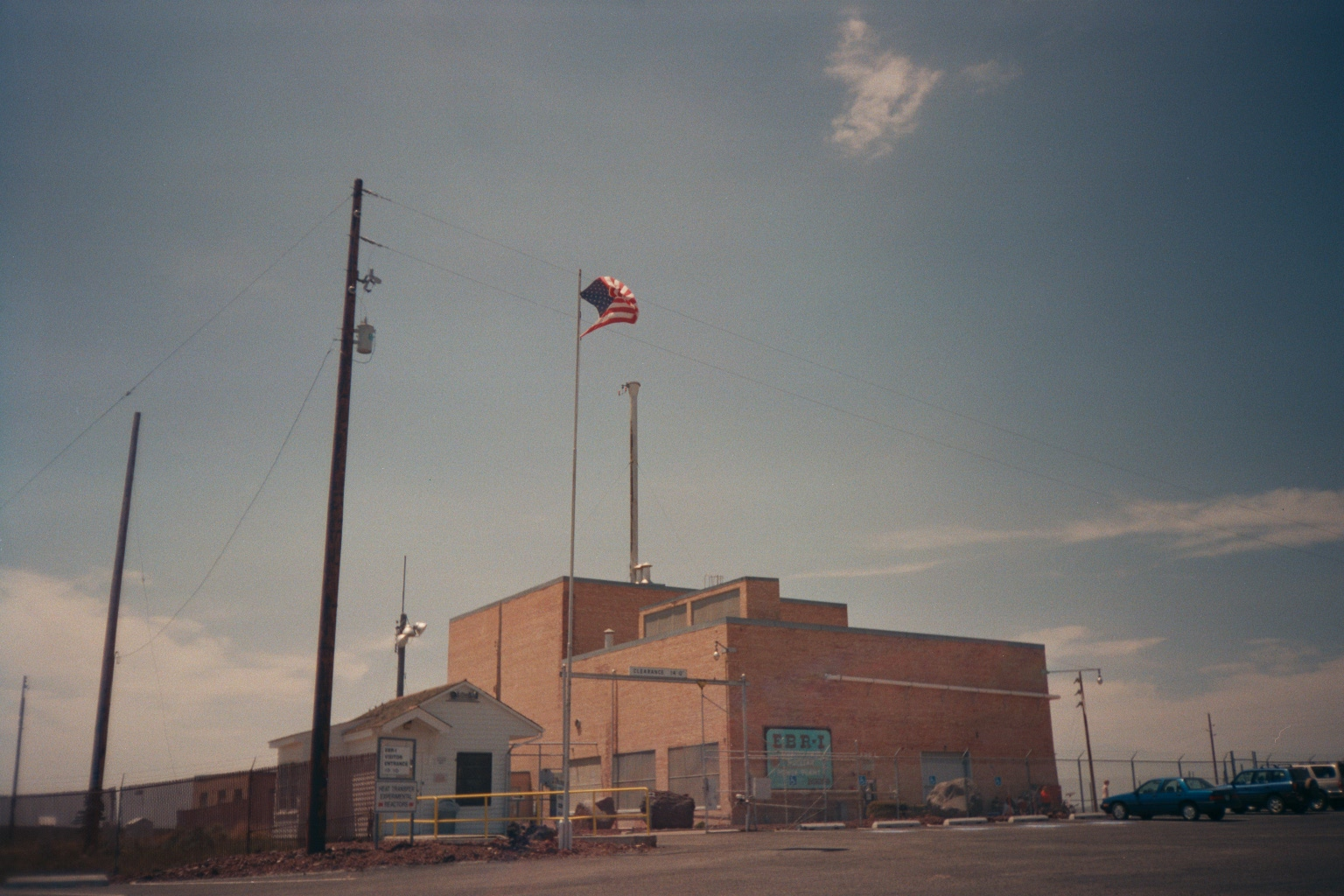
المفاعل التجريبي (EBR-1) من الخارج

المفاعل التجريبي (EBR-1) هو مفاعل أبحاث أُوقف تشغيله وهو المعلم القومي التاريخي للولايات المتحدة الموجود في الصحراء على بعد حوالي 18 ميلاً (29 كم) جنوب شرق أركو (أيداهو).

## التاريخ
انشأ المفاعل الأول في العالم في 20 ديسمبر 1951 وأصبح واحد من أوائل محطات توليد الطاقة النووية المولدة للكهرباء في العالم عندما أنتج كهرباء كافية لإضاءة أربعة مصابيح إضاءة 200 وات. حيث سبق وتم توليد الكهرباء في وقت سابق من قبل مفاعل نووي في 3 سبتمبر 1948 من قبل المفاعل الجرافيت X-10 في أوك ريدج بعد ذلك أنتج المفاعل النووي التجريبي الأول كهرباء كافية لتشغيل مبنى واستمر استخدامه للأغراض التجريبية حتى تم إيقافه في عام 1964. يتم فتح المتحف للزوار من أواخر مايو حتى أوائل سبتمبر لمشاهدة المفاعل.

## وصلات خارجية
- قاعدة بيانات حول مفاعلات الطاقة النووية – الوكالة الدولية للطاقة الذرية (بالإنجليزية)
- نقاش: هل تمثل الطاقة النووية حلاً للاحتباس الحراري؟ (بالإنجليزية)
- معهد الطاقة النووية — كيف يعمل: توليد الطاقة الكهربائية (بالإنجليزية)
- فيديو التقنية الذكية تقنية ساك
- مواقع المفاعلات النووية حول العالم. (بالإنجليزية)
- اليورانيوم من الموسوعة العربية العالمية.